# كارلوس فيرود
كارلوس ألفريدو فيرود سيلفا لاعب كرة قدم إكوادوري من مواليد (23 أكتوبر 1990) لعب سابقاً في نادي الحزم السعودي .

## روابط خارجية
- كارلوس فيرود على موقع قاعدة بيانات كرة القدم.إي يو (الإنجليزية)
- كارلوس فيرود على موقع Soccerway.com (الإنجليزية)